# Grassimuseum

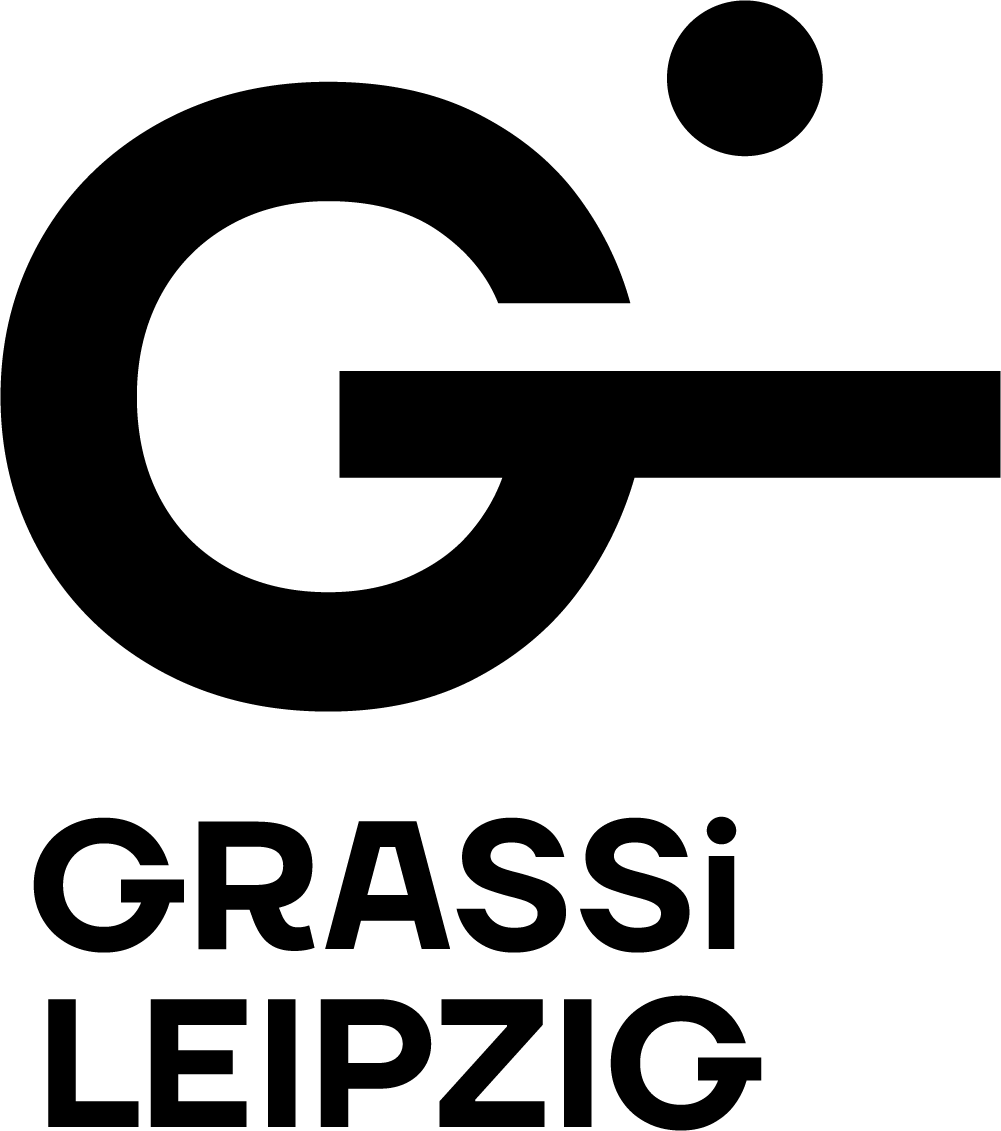
Logo der Dachmarke Grassi Leipzig

Als Grassimuseum wird heute ein Gebäudekomplex am Johannisplatz in Leipzig bezeichnet, der das Museum für Angewandte Kunst (früher: Kunstgewerbemuseum bzw. Museum für Kunsthandwerk), das Museum für Völkerkunde zu Leipzig und das Museum für Musikinstrumente der Universität Leipzig beheimatet. Andere Formen der Bezeichnung sind Grassi-Museum Leipzig, Museen im Grassi, Neues Grassimuseum (als Gegensatz zum ersten so benannten Gebäude; heute Stadtbibliothek s. u.).

## Geschichte
Der Name des Grassimuseums leitet sich ab von Franz Dominic Grassi, einem Leipziger Kaufmann italienischer Herkunft. Nach seinem Tod im Jahr 1880 vererbte er der Stadt ein Vermögen von mehr als zwei Millionen Mark, aus dem zahlreiche Bauvorhaben finanziert und unterstützt wurden. 

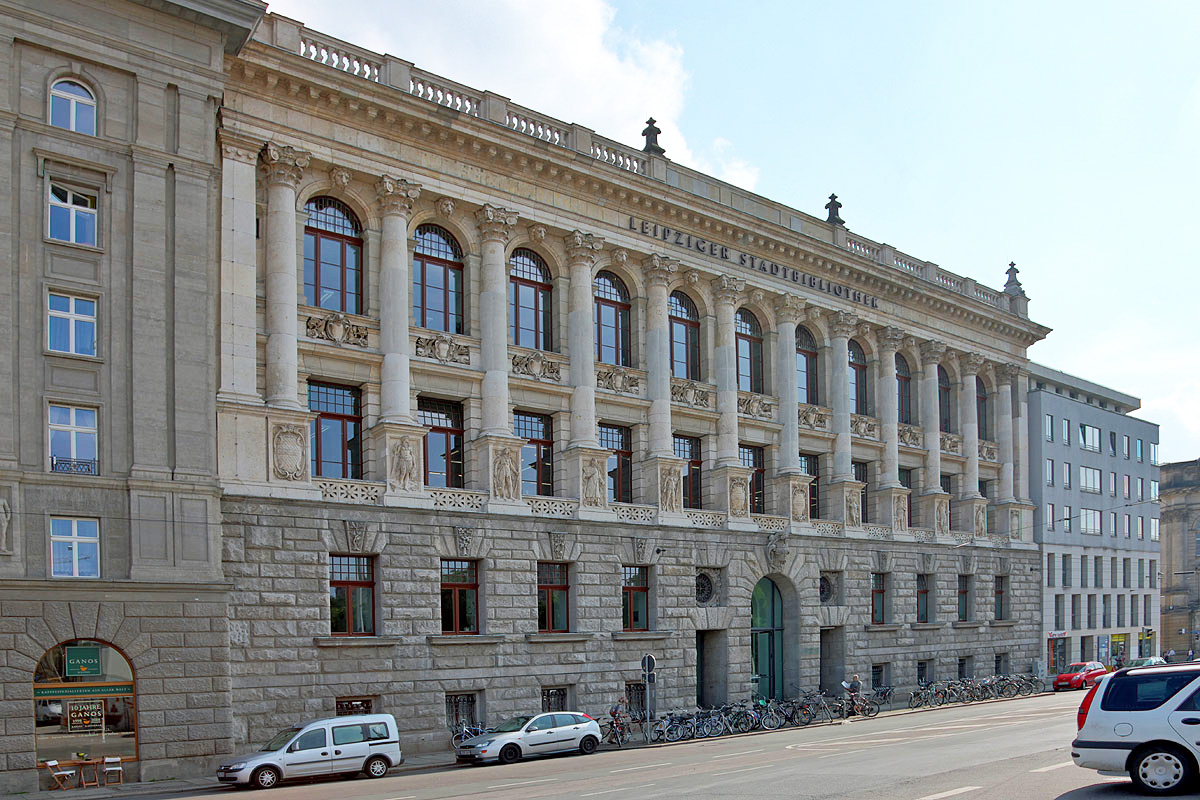
Altes Grassimuseum (2009)

In den Jahren von 1892 bis 1895 wurde in Leipzig am Königsplatz (heute Wilhelm-Leuschner-Platz) das erste Grassimuseum erbaut, das ehemalige Alte Grassimuseum. Ursprünglich beherbergte es das Museum für Völkerkunde und das Kunstgewerbemuseum, heute befindet sich die Leipziger Stadtbibliothek in diesem Gebäude.
Neben dem Grassimuseum wurden auch das Gewandhaus und der Mendebrunnen aus dem von Grassi hinterlassenen Vermögen erbaut.
Das Grassimuseum wurde in das im Jahre 2001 erschienene Blaubuch aufgenommen. Das Blaubuch ist eine Liste national bedeutsamer Kultureinrichtungen in Ostdeutschland und umfasst zurzeit 23 sogenannte kulturelle Leuchttürme.

## Museumsneubau

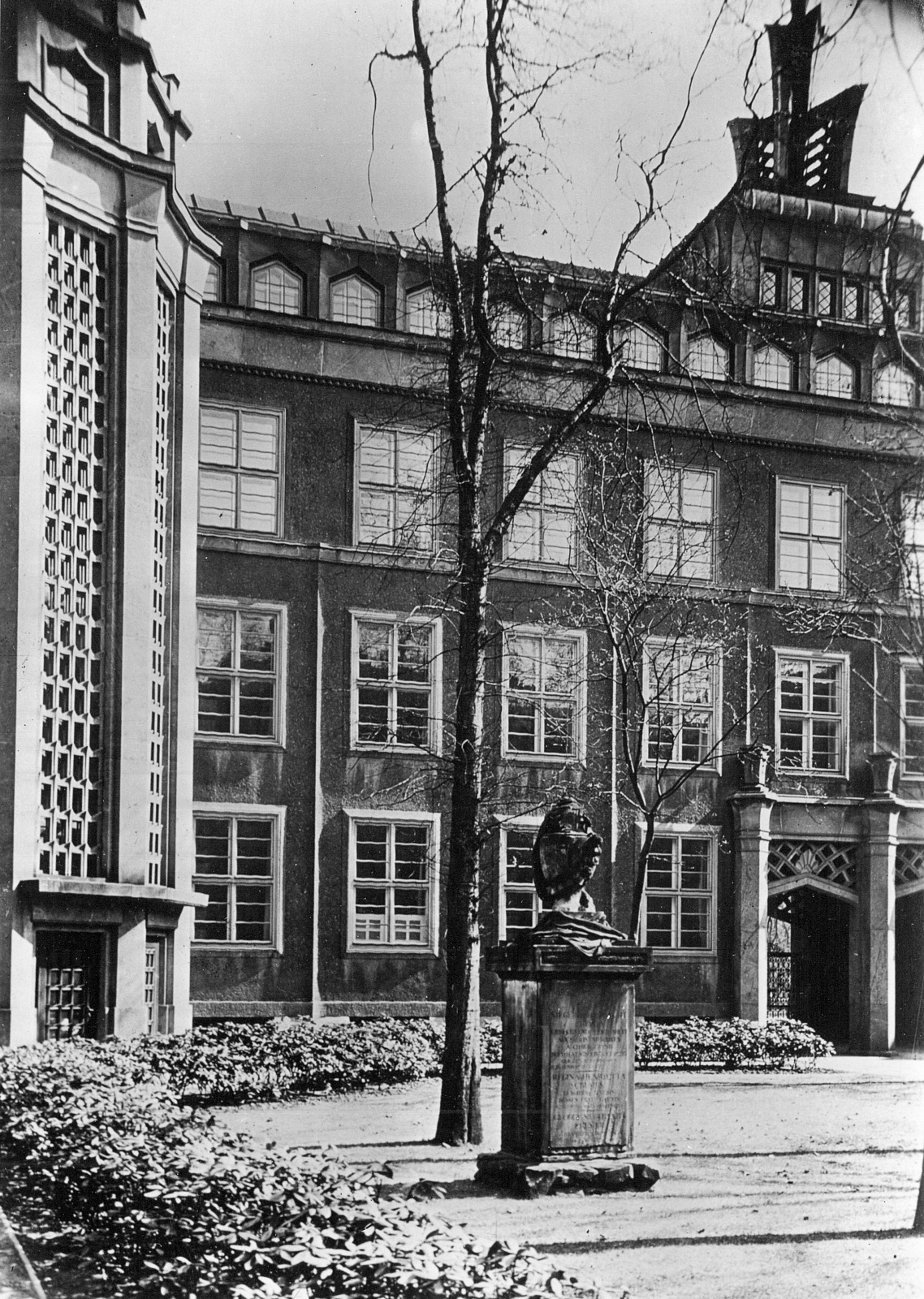
Neues Grassimuseum um 1925

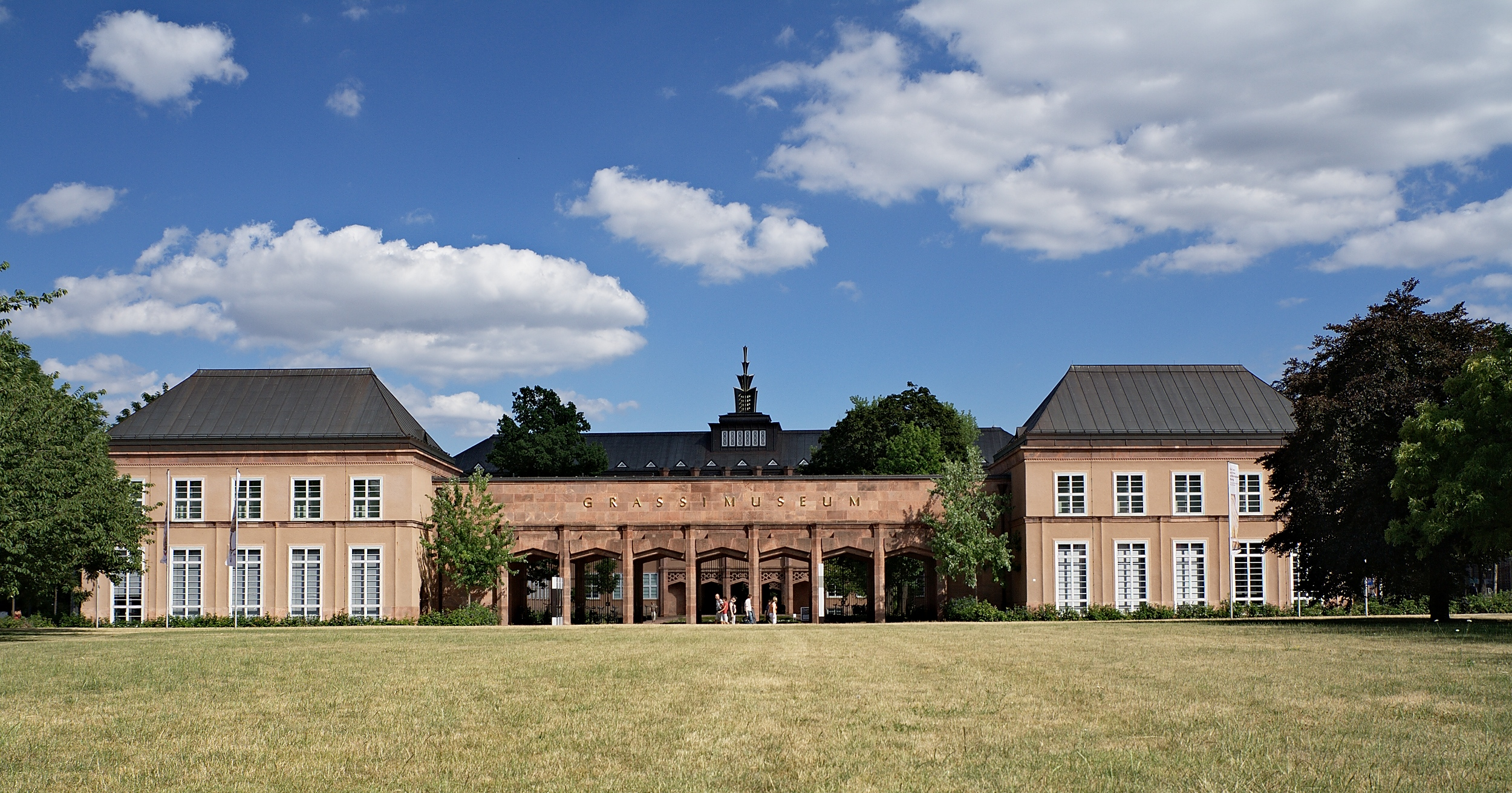
Neues Grassimuseum – Eingang (2010)

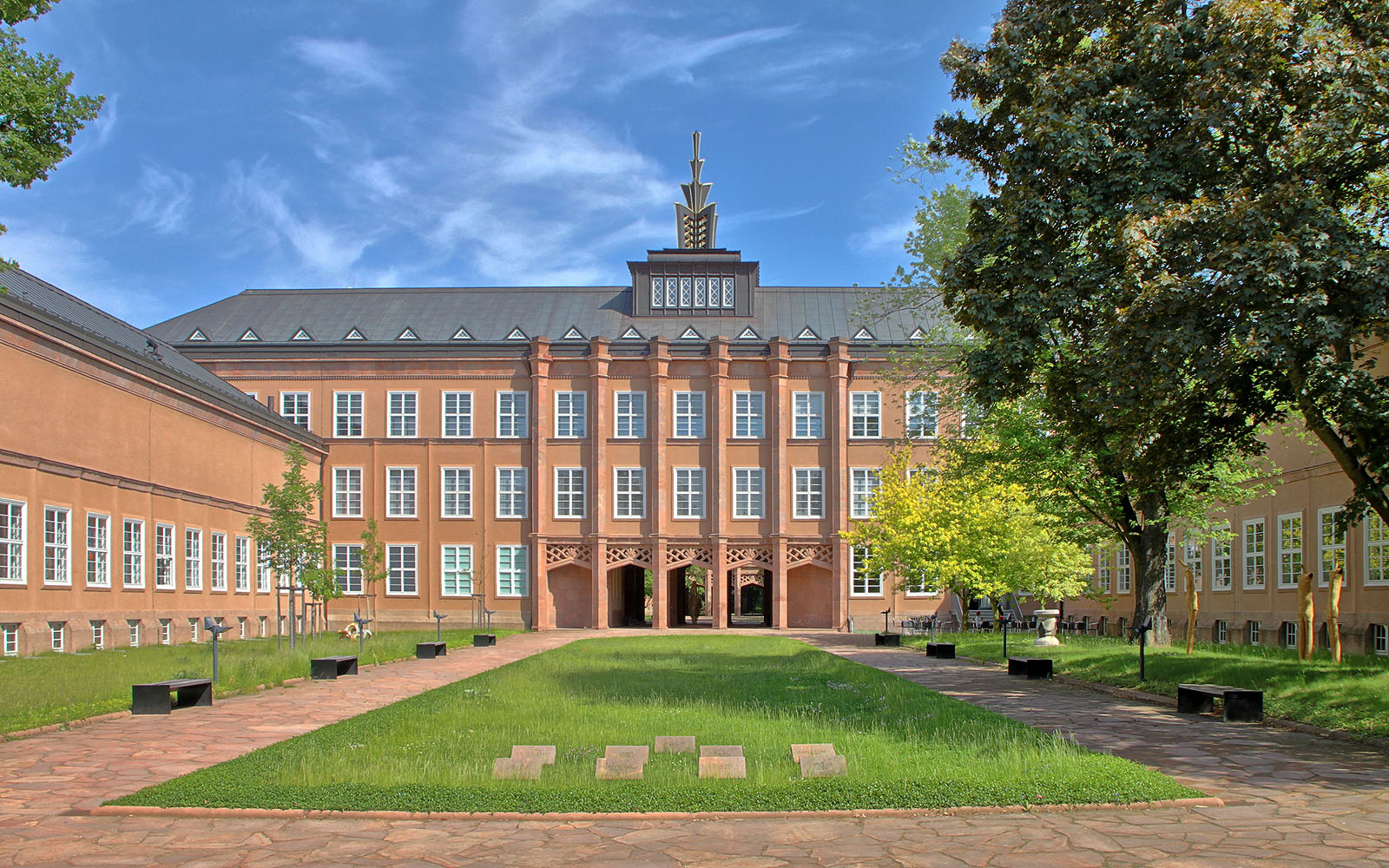
Erster Innenhof (2009)

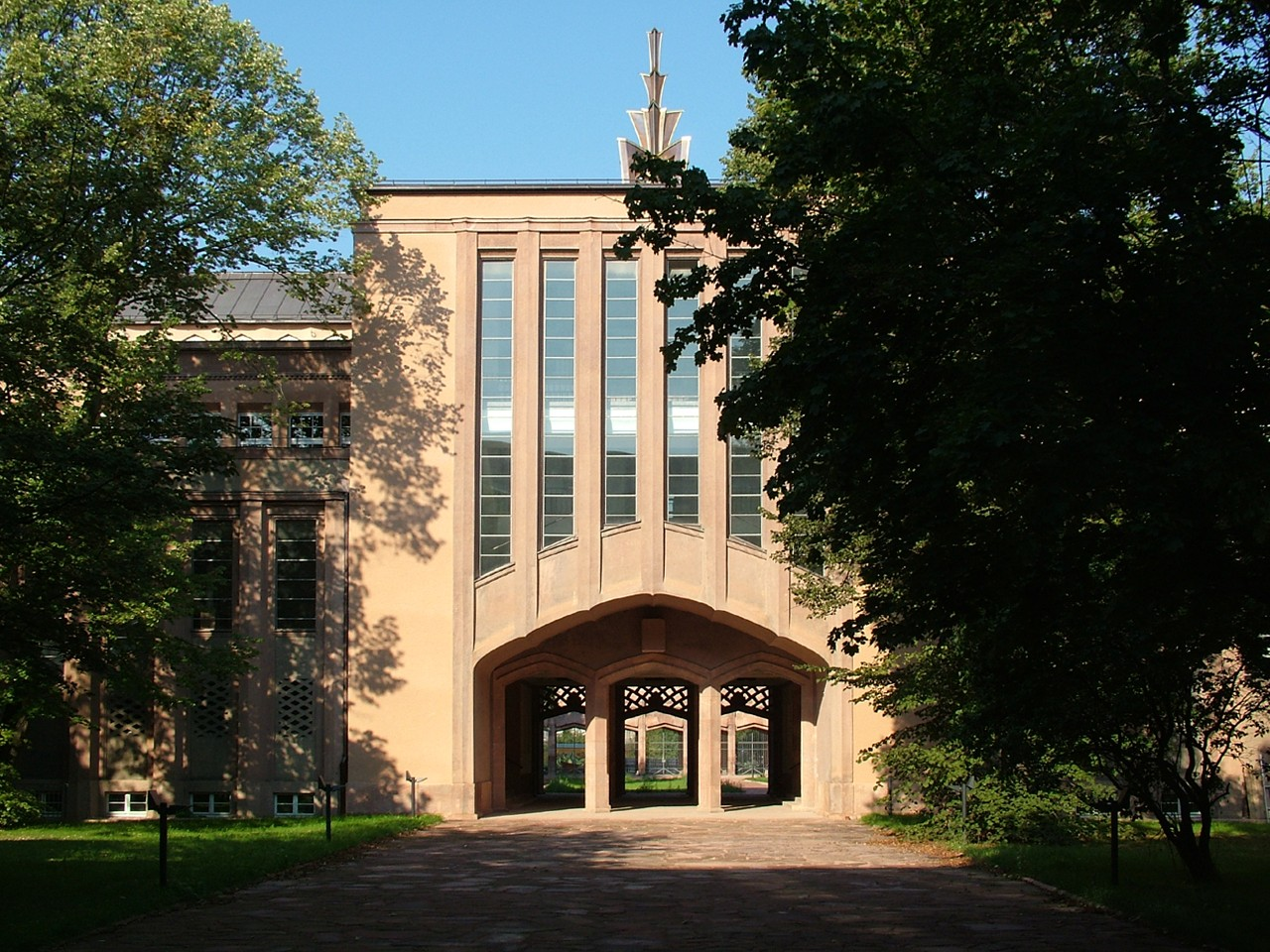
Zweiter Innenhof (2005)

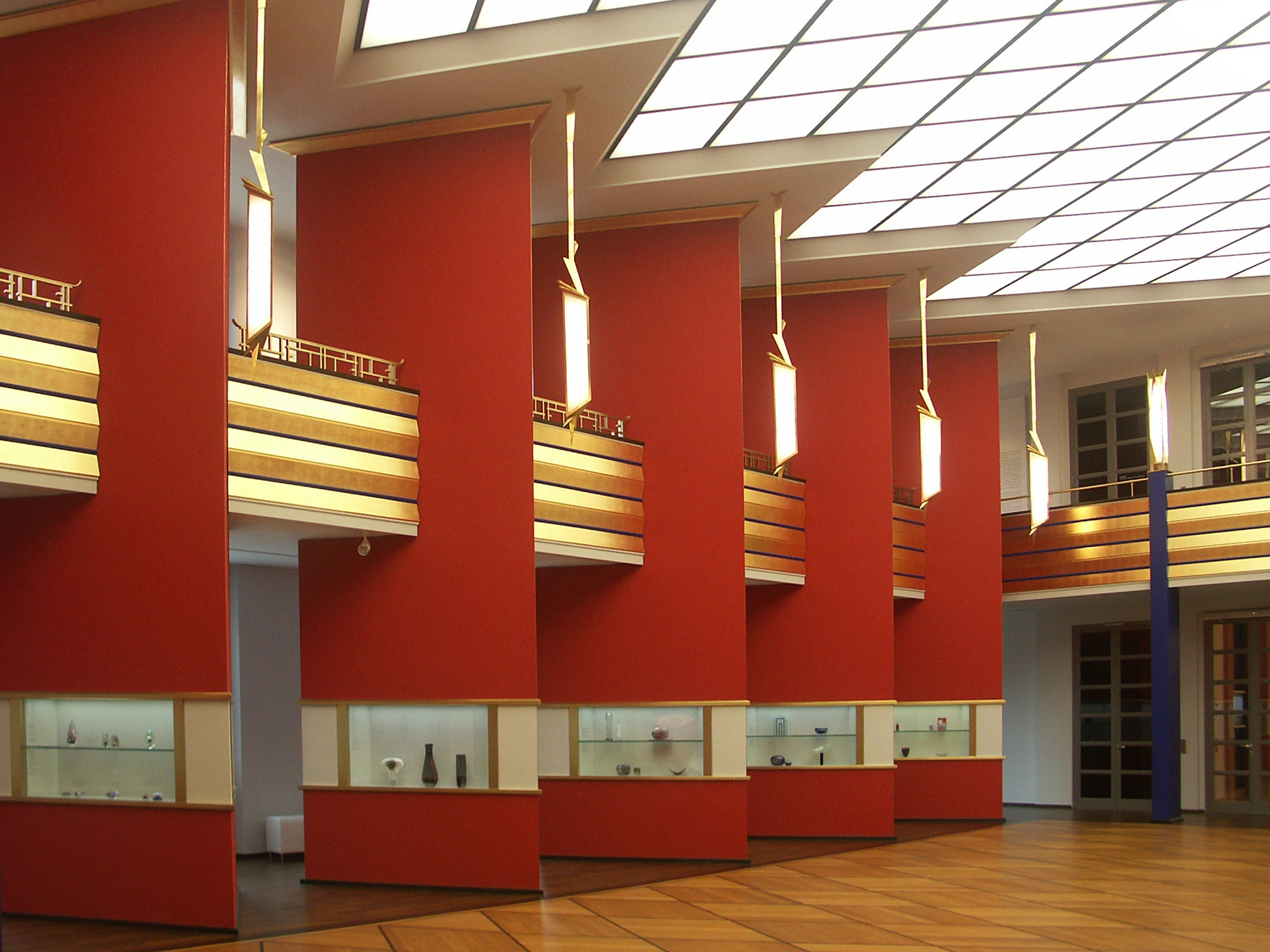
Pfeilerhalle (2010)

Die treibende Kraft für einen Ersatz für das zu klein gewordene alte Grassimuseum war Richard Graul (Direktor des Kunstgewerbemuseums von 1896 bis 1929). Auf Anregung Grauls erfolgte die Auslobung eines Architektenwettbewerbs für einen Museumsneubau am Johannisplatz, dessen Baukosten noch aus dem Erbe Grassis bestritten werden konnten. Aus dem Wettbewerb ging der Entwurf des Leipziger Architekturbüros Zweck & Voigt, das Carl William Zweck und Hans Voigt betrieben, siegreich hervor. Der städtebauliche Vorentwurf, in dem das Grassimuseum den Ausgangspunkt einer Stadterweiterung Richtung Osten bilden sollte, stammte von Stadtbaurat Hubert Ritter. Der neue, um mehrere Höfe gegliederte Komplex wurde in den Jahren 1925 bis 1929 unter Oberleitung Ritters auf dem Gelände des ehemaligen „alten“ Johannishospitals (1278–1928) errichtet. Das Gebäude mit stilistischen Anklängen an Neue Sachlichkeit und Art déco gilt als einer der wenigen deutschen Museumsneubauten aus der Zeit der Weimarer Republik. Der Gebäudekomplex verfügt über insgesamt 27.000 Quadratmeter Nutzfläche. Seine Flügel spreizen sich zwischen zwei Ausfallstraßen (der Dresdner Straße und der Prager Straße). Ursprünglich waren sie auf die 1963 gesprengte Johanniskirche ausgerichtet.
Zur offiziellen Einweihung des neuen Grassimuseums im Jahre 1929 beherbergte es das Kunstgewerbemuseum, das Museum für Völkerkunde, das Museum für Länderkunde und das Museum für Musikinstrumente. 
1943 wurde das Neue Grassimuseum während eines Luftangriffs schwer getroffen, zehntausende Objekte aus den Sammlungen verbrannten, der Wiederaufbau begann 1947, 1954 wurden erste Ausstellungen wiedereröffnet. 1981 kam es zu einer Havarie der Heizungsanlage, die eine vierjährige Einstellung des Ausstellungsbetriebs zur Folge hatte. Schließlich wurde das Grassimuseum in den Jahren 2001 bis 2005 komplett restauriert. Dabei entschied man sich für ein kostengünstiger zu handhabendes Kunstlichtmuseum und entfernte dabei die einstigen Fenster aus der Fassade, was einen schwerwiegenden Eingriff in die denkmalgeschützte Substanz bedeutete. Ende 2005 wurde das Museumsgebäude wiedereröffnet. Am 1. Dezember 2007 wurde dann nach siebenjähriger Restaurierung auch das Museum für Angewandte Kunst feierlich wiedereröffnet.
2011 wurden im Haupttreppenhaus die im Krieg zerstörten Josef-Albers-Fenster von der Paderborner Glasmalereiwerkstatt Peters wiederhergestellt.

## Grassimesse
Richard Graul gründete 1920 eine museumseigene Verkaufsmesse, die als Grassimesse in die Geschichte einging. Sie sollte der kommerziellen Massenware, die auf großen Mustermessen angeboten wurde, Paroli bieten und allein durch Qualitätsanspruch überzeugen.
Mit der Einführung eines strengen Juryprinzips gelang es Graul, die Grassimesse innerhalb kürzester Zeit zu einem europaweit anerkannten Forum für die damalige Kunstgewerbe-Elite zu etablieren und Schritt für Schritt auch die künstlerisch orientierte Industrieproduktion einzubeziehen. Die Teilnahme an der Grassimesse kam einem Gütesiegel gleich.
Seit ihrer Neugründung 1997 findet die Grassimesse einmal jährlich am letzten Oktoberwochenende statt. Rund 100 Aussteller aus dem In- und Ausland präsentieren und verkaufen auf der dreitägigen Messe aktuelle Arbeiten.

## Ausstellungen
- 2017: Begreifbare Baukunst – Die Bedeutung von Türgriffen in der Architektur. Katalog.[1]
- 2018: Delft Porcelain – Europäische Fayencen.
- 2019: BAUHAUS_SACHSEN.

## Filme
- Grassimuseum, Leipzig (= Museums-Check. Folge 29). Reportage, 30 Min., Moderation: Markus Brock, Produktion: 3sat. Erstausstrahlung: 2. November 2014.[2]